# كأس جورجيا 2015–16
كأس جورجيا 2015–16 هو الموسم 26 من كأس جورجيا. أقيم خلال الفترة 17 أغسطس 2015 وحتى 18 مايو 2016، وأشرف على تنظيمه اتحاد جورجيا لكرة القدم، وكان عدد الأندية المشاركة فيه 28، وفاز فيه نادي دينامو تبليسي.